# Dendryphantes amphibolus
Dendryphantes amphibolus là một loài nhện trong họ Salticidae.
Loài này thuộc chi Dendryphantes. Dendryphantes amphibolus được Ralph Vary Chamberlin miêu tả năm 1916.